# Biwak

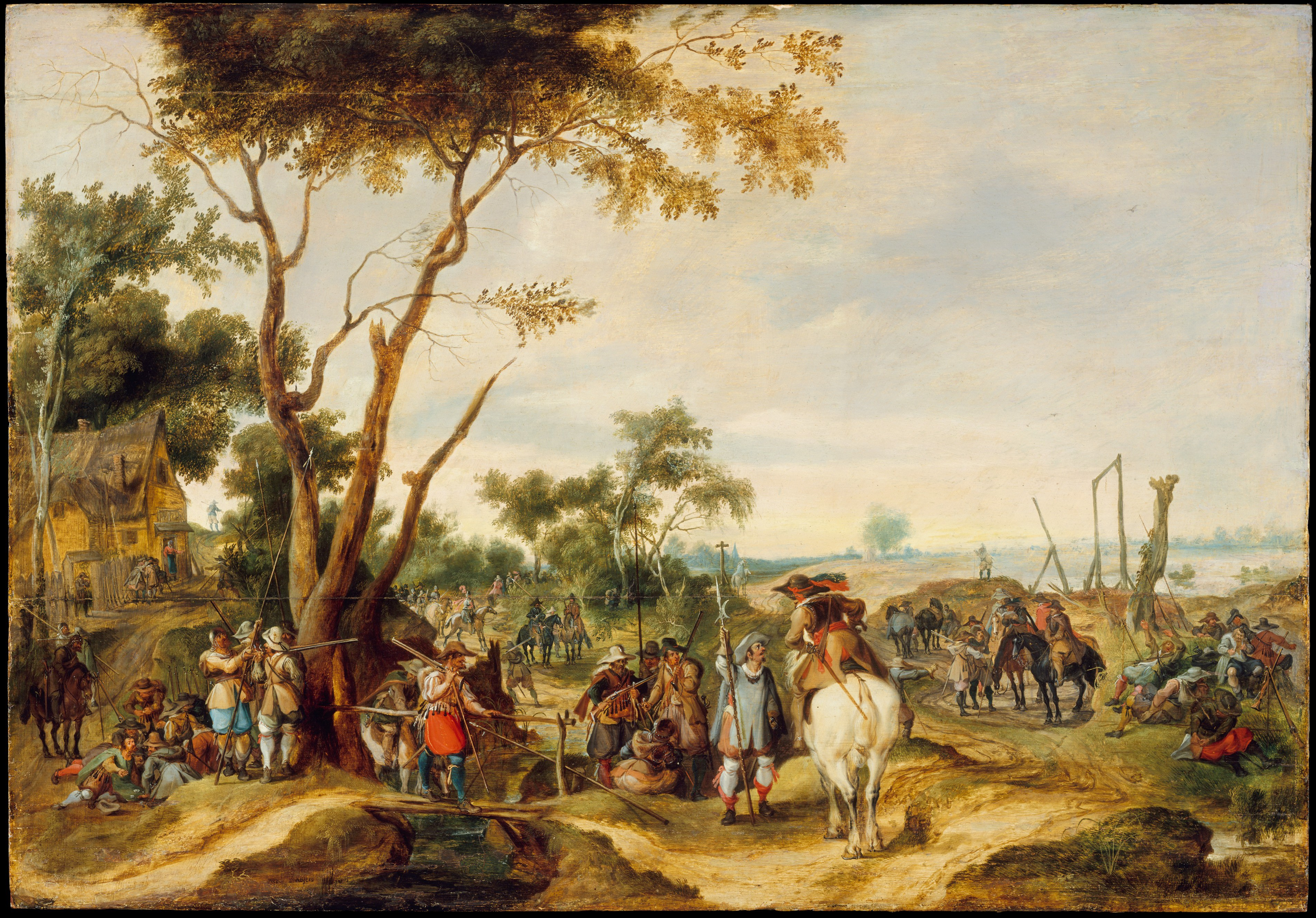
Soldaten biwakieren (Gemälde von Pieter Snayers, 17. Jahrhundert)

Biwak (von französisch bivouac ‚Feldlager‘, ‚Nachtlager‘, aus deutsch Beiwache) bezeichnet ein Lager im Freien, aber auch in Zelten oder Hütten, vor allem für Soldaten oder Bergsteiger.

## Biwak als Feldlager

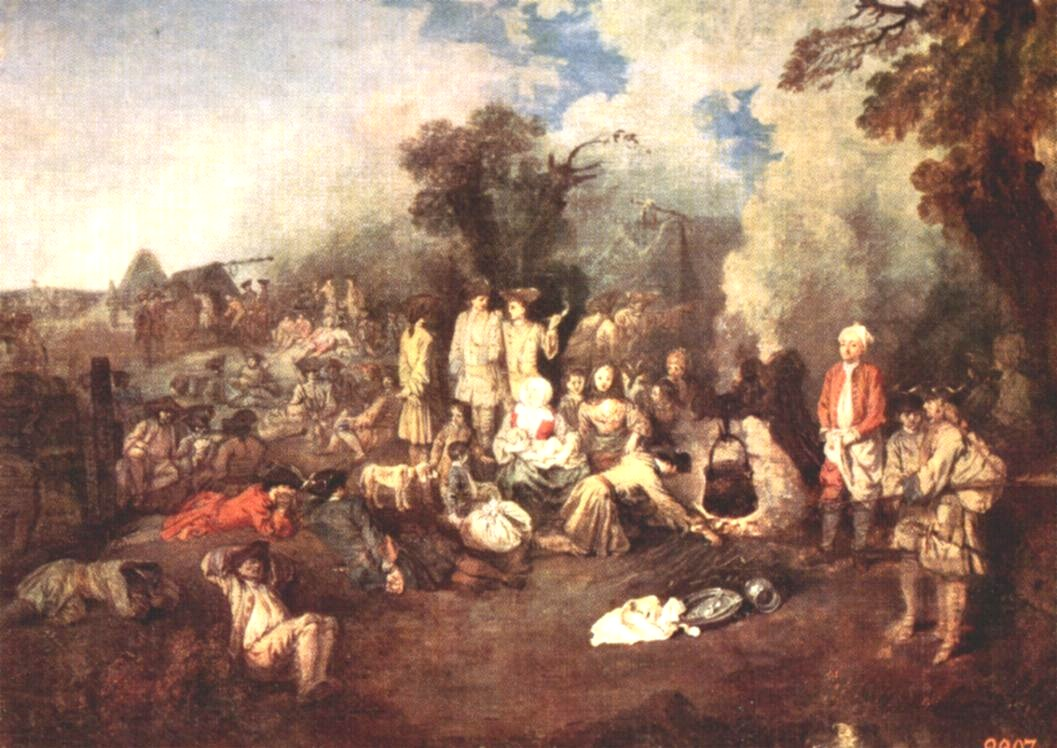
Darstellung eines Biwaks des 18. Jahrhunderts durch Antoine Watteau (Biwak – Camp volant, Öl auf Leinwand, wohl 1709, Staatliches Puschkinmuseum in Moskau); die Soldaten haben es sich mit diversen Frauen am Feuer bequem gemacht, rauchen oder spielen Karten.

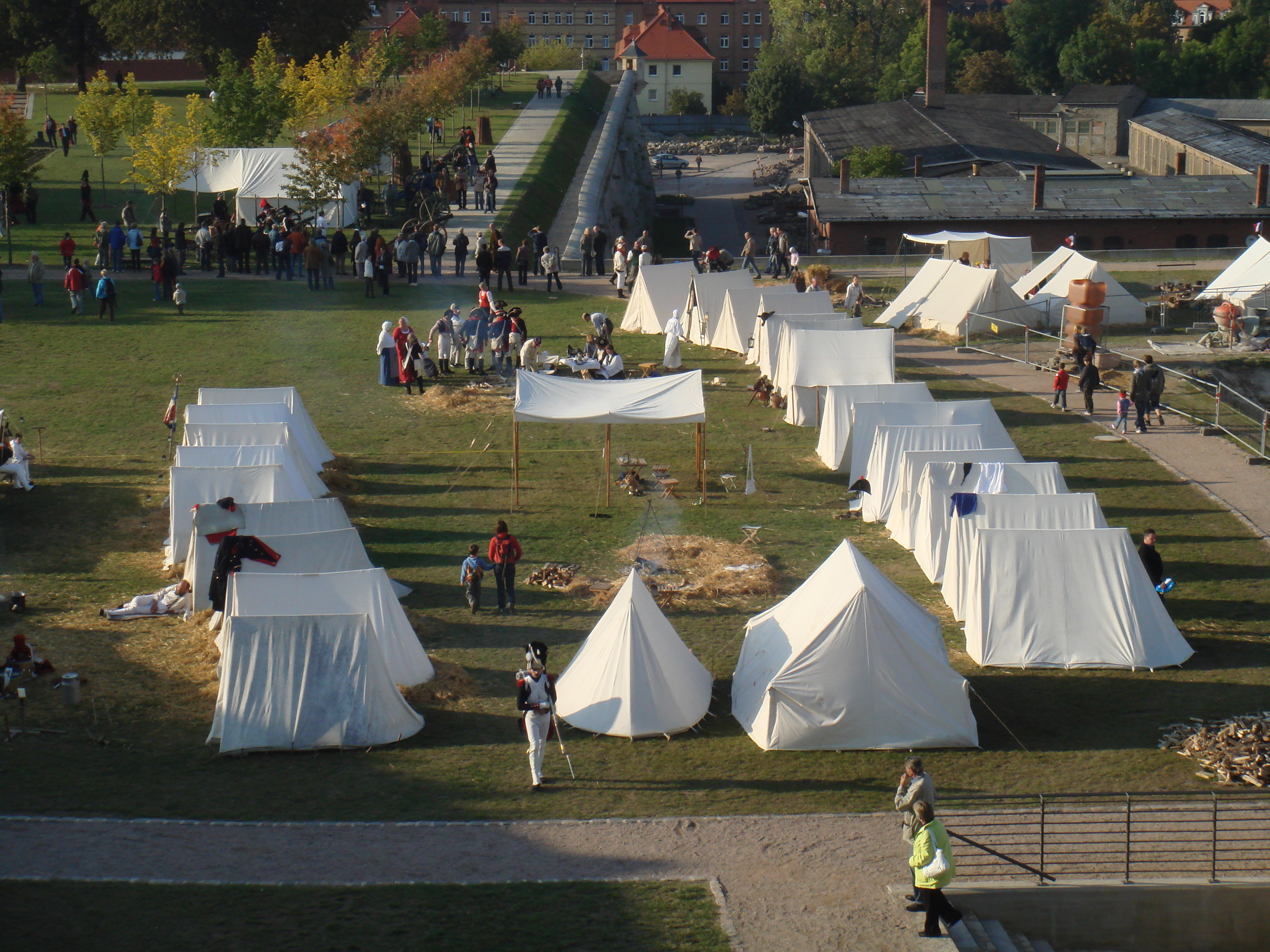
Nachgestelltes Biwaklager auf der Zitadelle Petersberg anlässlich des 200-jährigen Jubiläums des Erfurter Fürstenkongresses

Ursprünglich gab es in befestigten Städten und Festungen eine innerhalb der Mauern befindliche Hauptwache und eine auf dem Glacis, also der freien, schussfeldgewährenden Fläche vor der Mauer, befindliche Beiwache. Als Gebäude für die Hauptwache sind heute u. a. noch die Neue Wache in Berlin, die Frankfurter Hauptwache und die Dresdner Schinkelwache erhalten. Die Beiwache hatte dabei die Aufgabe, schon frühzeitig einen nachts anrückenden Feind auszumachen und Alarm zu geben oder verspätete Ankömmlinge abzufertigen. Da es auf dem Glacis keine Gebäude gab, musste die Beiwache in Zelten kampieren. Über das Niederländische wurde der Begriff der Beiwache/Biwake nach Frankreich entlehnt, wo er als Bivoque, Bivouac oder ähnliches recht bald zur Bezeichnung eines jeden Kampierens von Soldaten im freien Feld diente. Diese Ausdehnung des Begriffes mag wohl auch daher rühren, dass die Franzosen relativ früh die Befestigungen der innerfranzösischen Städte schleiften und damit ein regulärer Festungsbetrieb im französischen Innenland nicht mehr anzutreffen war. Zur Biwakausrüstung gehörten schon im Ersten Weltkrieg die Zeltbahn, eine Wolldecke, später der Schlafsack, teilweise ab den 1940er Jahren ein Biwaksack sowie Ess- und Kochgeschirr mit Esbit-Kocher.
Das Wort Biwak im weiteren Sinne wurde ins Deutsche rückentlehnt, oft ohne zu wissen, dass es sich eigentlich um ein verballhorntes deutsches Wort handelt. Als solches im weiteren Sinne wird das Wort heute noch gebraucht, konnte also seinen eigentlichen, mit der Schleifung der meisten Befestigungen im 19. Jahrhundert untergegangenen, historischen Zusammenhang überleben. Die inzwischen gebräuchliche Ausdehnung, auch auf Nichtsoldaten, mag auf der weiten Streuung des Wortes beruhen, die durch die allgemeine Wehrpflicht und somit der Berührung weiter Kreise der männlichen Bevölkerung mit dem soldatischen „Biwak“ bewirkt wurde.
Bei der Bundeswehr wird unter Biwak der Aufbau und Betrieb eines Zeltlagers im Freien verstanden, der oft mit einer Geländeausbildung verbunden ist – ähnlich in anderen Armeen. Im Einzelkämpferlehrgang, in der Truppenausbildung zum Jagdkampf und im Einsatz hinter feindlichen Linien dient das Versteck als getarntes Biwak abseits von Bewegungslinien des Feindes.

## Alpinismus

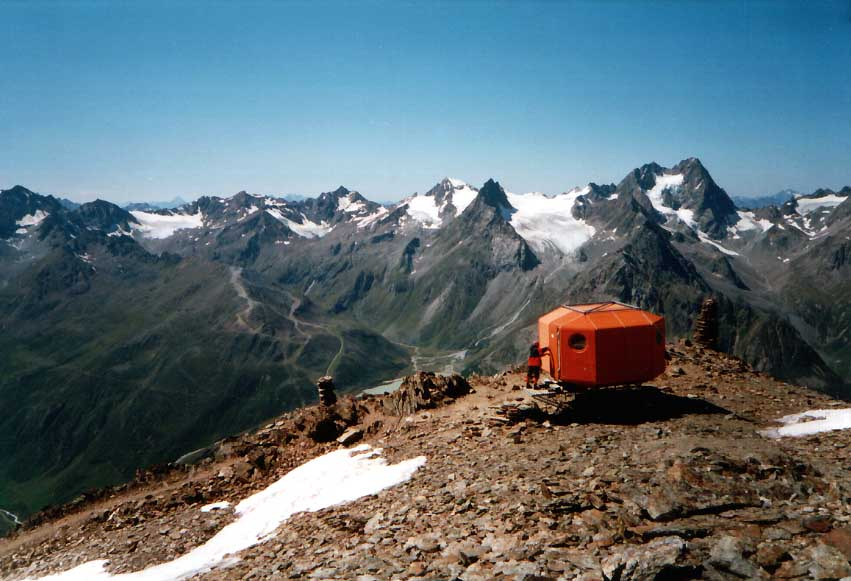
Das Rheinland-Pfalz-Biwak am Mainzer Höhenweg

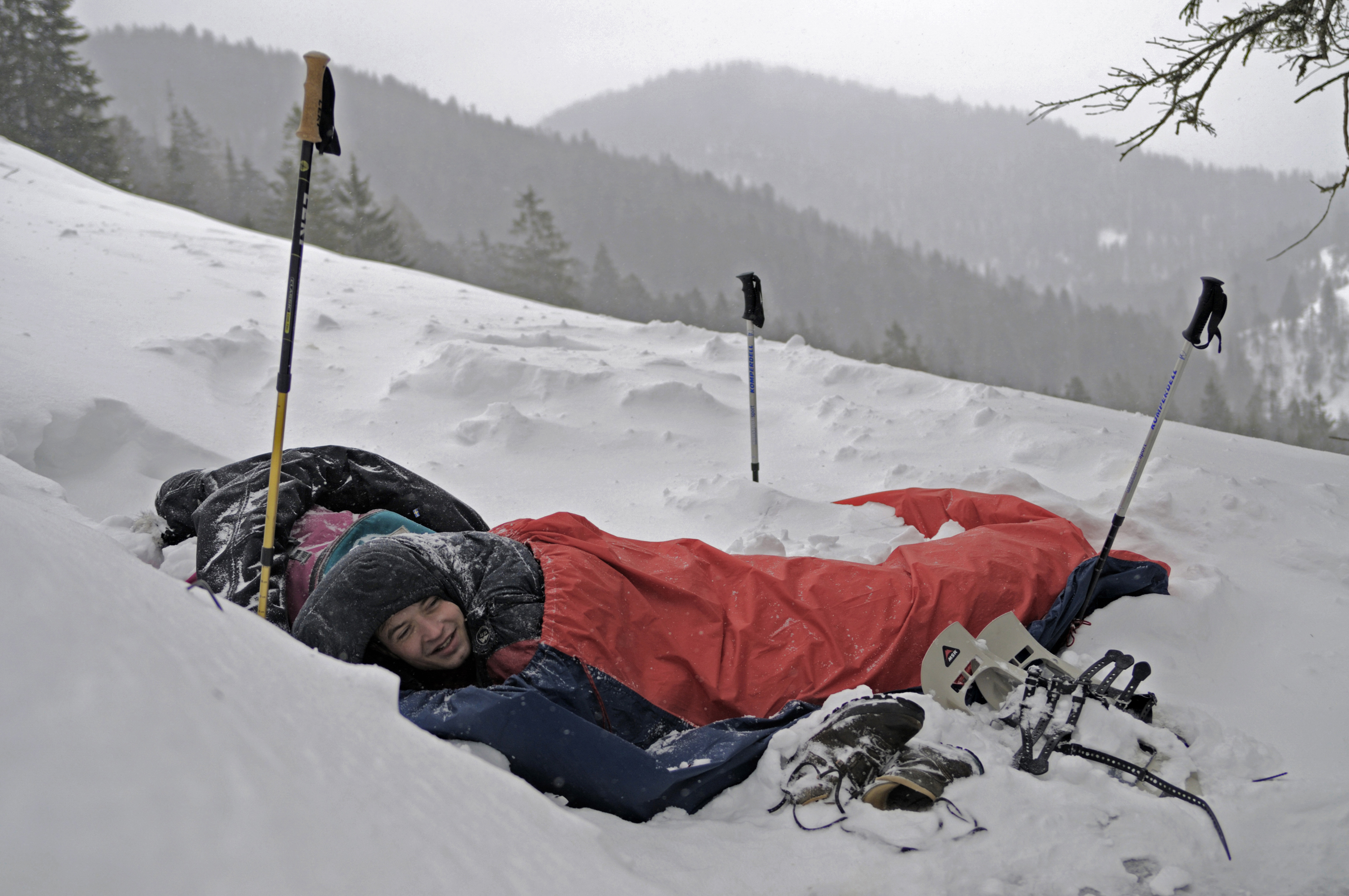
Biwak an der Benediktenwand

Im alpinistischen Sinne steht der Begriff des Biwaks entweder für eine behelfsmäßige oder spartanisch ausgestattete, durchaus auch überdachte Unterkunft im Hochgebirge (also für den Schlafplatz an sich, siehe nebenstehendes Bild und den Artikel Biwakschachtel) oder für die Handlung des Übernachtens unter freiem Himmel. Freiwillige Biwaks im Gebirge werden um eines besonders intensiven Naturerlebnisses willen durchgeführt, unfreiwillige oft aufgrund eines alpinistischen Notfalls oder der misslichen Lage, dass man vom Einbruch der Nacht oder einem Wetterumschwung überrascht und aufgrund der Schwierigkeit des Geländes oder seiner Erschöpfung zu einem spontanen Biwak gezwungen wird (Notbiwak).
Ungeplante Notbiwaks geschehen meist nur mit einem wind- und wasserdichten Biwaksack als einzigem Komfort. Für geplante Biwaks führen Bergsteiger jedoch normalerweise noch einige andere Dinge mit, die die Nacht im Freien erträglicher gestalten, wie z. B. Isomatte, Schlafsack und Kocher. Ein Sonderfall der geplanten Biwaks ist das Gipfelbiwak, bei dem die Nacht unmittelbar auf oder knapp unterhalb des höchsten Punktes eines Berges verbracht wird. Die Intensität und Fülle der Naturerlebnisse (Sonnenaufgang, Sonnenuntergang, evtl. Mondaufgang und -untergang, Sternenhimmel, Sternschnuppen, Lichtermeere der Dörfer und Städte im Tal), aber auch der Grad der Ausgesetztheit sind bei dieser Form des Biwakierens besonders hoch.
Umfangreichere Höhlenexpeditionen über mehrere Tage machen das Übernachten im Berg erforderlich. Üblicherweise erfolgen diese Biwaks an besonders geeigneten Stellen, die mehr oder weniger eben sind, Schutz vor dem Höhlenwind bieten und die in der Nähe von Wasserstellen liegen. Die Teilnahme an einem solchen Biwak erfordert einen hohen Materialaufwand, aber auch an den Menschen werden sowohl physisch wie auch psychisch hohe Anforderungen gestellt.
Das höchste je durchgeführte Biwak war ein Notbiwak am Südgipfel des Mount Everest, zu dem Doug Scott und Dougal Haston 1975 gezwungen waren. Sie hatten zuvor erstmals die Westwand des Berges durchstiegen und konnten nicht mehr schnell genug über die Südroute absteigen, als die Nacht sie überraschte. Trotz extremer Kälte und schwerer Halluzinationen konnten die beiden Bergsteiger, die sich notdürftig in den Schnee eingegraben hatten, am nächsten Morgen ihren Abstieg fortsetzen und erreichten unverletzt das Tal.

### Biwakplatz
In Polen und in Skandinavien wird ein sehr einfach gehaltener Zeltplatz als Biwakplatz bezeichnet (poln.: pole biwakowe). Dies sind zum Teil nur ausgewiesene Flächen, auf denen Zelten erlaubt ist, zum Teil private oder von Gemeinden betriebene kleine Zeltplätze mit einfachster Ausstattung (Trockentoilette, Frischwasseranschluss). Solche Biwakplätze sind oft an Wasserwanderrouten oder Wanderstrecken gelegen. Sie sind immer sehr billig, manchmal sind sie auch nur mit einer Kasse des Vertrauens ausgestattet, in die man einen kleinen Obolus einwirft. In Skandinavien gibt es auf den Biwakplätzen oft kleine, nach einer Seite offene Wetterschutzhütten (Windskyet), in denen übernachtet werden kann. Ebenso sind die vorgeschriebenen Biwakplätze der Nationalparks in den USA mit nach einer Seite offenen Schutzhütten ausgestattet. Durch ein Reservierungssystem verhindert der Parkservice, dass einerseits zu viele Wanderer unterwegs sind und die Natur belasten, andererseits ermöglicht es den Touristen ohne aufwendige Biwakausrüstung zu trekken.

### Boofen

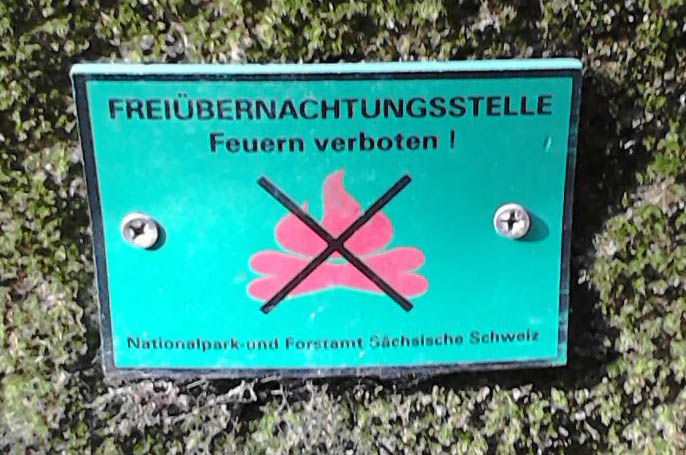
Hinweis auf eine Boofe (Freiübernachtungsstelle) in der Sächsischen Schweiz

In der Sächsischen Schweiz (Elbsandsteingebirge) bezeichnen die Bergsteiger das Übernachten in der freien Natur als Boofen. Diese Freiübernachtungsstelle besteht meist aus einem Überhang am Sandsteinfels (Abri) oder einer Felshöhle, der sogenannten Boofe. Diese sind oftmals schon mit einer Schlaf- und Feuerstelle ausgebaut.
Im Nationalpark Sächsische Schweiz ist das Boofen nur an gekennzeichneten Stellen und nur im Zusammenhang mit dem Klettersport erlaubt, wobei es grundsätzlich verboten ist, Feuer zu machen.
Das umgangssprachliche sächsische Wort boofen wurde von pofen (= tief und fest schlafen) abgeleitet. Der Sinn des Boofens besteht zum einen darin, ein günstiges Quartier zum erholsamen Schlaf vor oder nach getaner Bergbesteigung (Bergfahrt) zu besitzen, zum anderen im Erleben und Genießen der Natur.

## Biwak im Karneval
Besonders im Rheinischen Karneval wird mit „Biwak“ ein karnevalistisches Treffen unter freiem Himmel bezeichnet, das meistens von einer Karnevalsgesellschaft ausgerichtet wird. Bekannt ist beispielsweise der „Funkenbiwak“ der Roten Funken, der am Kölner Neumarkt bei freiem Eintritt stattfindet.